# Rudi Ceyssens
Rudi Ceyssens (Koersel, 19 juli 1962 - Heusden-Zolder, 20 december 2015) was een Belgisch baanwielrenner.

## Carrière
Ceyssens won enkele medailles op het Belgisch kampioenschap baanwielrennen. Hij won ook zilver op het Belgisch kampioenschap voor militairen. Hij nam in 1984 deel aan de Olympische Spelen waar hij deelnam aan drie onderdelen in het baanwielrennen.

## Palmares

### Baan
| Jaar     | BK                     | EK       | WK       | Overige                                                                     |
| Amateurs | Amateurs               | Amateurs | Amateurs | Amateurs                                                                    |
| -------- | ---------------------- | -------- | -------- | --------------------------------------------------------------------------- |
| 1984     | Achtervolging · Omnium |          |          | Olympische Spelen: 11e puntenkoers 9e achtervolging 5e ploegenachtervolging |
| 1985     | Achtervolging          |          |          |                                                                             |

### Weg
1982
Interclubs
1983
 Belgisch kampioen op de weg (militairen)